# Louis Léonce Trullet
Louis Léonce Trullet (Saint-Tropez, 6 ottobre 1756 – Tolone, 1º febbraio 1827) è stato un militare francese, capitano di vascello della Marina militare francese fu comandante del vascello da 74 cannoni Timoléon durante la Battaglia del Nilo, avvenuta il 1º agosto 1798.

## Biografia
Nacque a Saint Tropez il 6 ottobre 1756 da una famiglia di marinai, era figlio del capitano Michel Joseph, e fratello minore di Jean François Timothée. Si arruolò nella Marine royale di Luigi XVI come mozzo nel 1768, imbarcandosi sul vascello della Compagnia francese delle Indie Orientali Séduisant. Successivamente prestò servizio come marinaio su un certo numero di navi per poi diventare timoniere nel 1775. Dal luglio 1776 prestò servizio, in qualità di tenente ausiliario, su una nave mercantile della Compagnia francese delle indie Orientali. Nel 1784 ricevette il brevetto di capitano di navi mercantile. Nel 1792 passo a servire nella Marina rivoluzionaria, e nel settembre 1793 venne incaricato dall'ambasciatore francese a Costantinopoli di portare urgentemente dei dispacci segreti in Francia. Arrivando in vista dell'isolotto di Fort de Brégançon la sua nave, la Madone d'Hydra fu intercettata dagli inglesi, ma egli riuscì a respingere il loro assalto. A causa dei danni riportati il mercantile colò a picco al largo dell'isolotto, ma egli riuscì a salvare i documenti. In riconoscimento del suo comportamento tenuto durante la battaglia fu promosso temporaneamente a capitano di vascello nel gennaio 1794. Nel dicembre 1795 ebbe il comando della fregata Carrère, e nel corso del 1797 assunse il comando del vascello da 80 cannoni Guillame Tell, per passare poi sul 74 cannoni Conquérant nel corso dell'anno. Nei primi mesi del 1798 ebbe il comando del vascello da 74 cannoni Peuple Souverain, passando poi sul Timoléon in vista della spedizione in Egitto del generale Napoleone Bonaparte. Il vascello faceva parte della squadra navale del viceammiraglio Brueys, che aveva il compito di scortare le navi da trasporto con a bordo il corpo di spedizione. Durante la battaglia del Nilo, avvenuta il 1º agosto 1798, il suo vascello si trovava nella posizione più arretrata in linea francese. Durante le fasi finali della battaglia il suo vascello, fino a quel momento rimasto ai margini del combattimento, venne duramente impegnato da tre navi inglesi, Trovandosi troppo a sud fu impossibilitato a salpare secondo gli ordini ricevuti dal contrammiraglio Pierre Charles Silvestre de Villeneuve, l'ufficiale più alto in grado rimasto, e segnalò al contrammiraglio l'intenzione di fare arenare la nave per evitarne la cattura. Il Timoléon, mentre l'equipaggio lasciava la nave a bordo delle scialuppe rifugiandosi sulla costa, fu dato alle fiamme ed esplose nel primo pomeriggio.
Dopo il disastro di Abukir ricevette il comando della piccola fregata da 12 cannoni Courageuse, facente parte della stazione navale della Siria comandata dal contrammiraglio Jean Baptiste Perrée. la nave fu impiagata per trasportare artiglieria e munizioni alle truppe francesi che assediavano San Giovanni d'Acri. Durante tale impiego, il 9 aprile 1799 catturò la cannoniera inglese Foudre. Durante il combattimento navale avvenuto il 18 giugno 1799 al largo di Tolone, che vide impegnate tre fregate e due brigantini francesi agli ordini del contrammiraglio Perreé contro una formazione navale inglese più potente, la sua nave venne catturata dopo un impari combattimento dal vascello da 74 cannoni Captain . Portato in Inghilterra come prigioniero, venne rilasciato sulla parola il mese successivo. Nel 1800 ebbe il comando di una flottiglia di fregate impiegate sulla coste italiane, e fu promosso definitivamente a capitano di vascello di 2ª Classe il 23 settembre dello stesso anno. A partire dal 1803 fu assegnato a comandi a terra, e il 24 settembre dello stesso anno ricevette la nomina a Capitano di vascello di 1ª Classe. Il 5 febbraio 1804 venne insignito del titolo di Cavaliere della Legion d'onore, diventandone Ufficiale il 14 giugno dello stesso anno.
Si ritirò dal servizio attivo nel 1814, e si spense a Tolone il 1º febbraio 1827.